# Finalborgo
Finalborgo è uno dei tre nuclei urbani formanti l'abitato di Finale Ligure, comune italiano in provincia di Savona. Fino al 1927 comune autonomo, fu in seguito accorpato a Finale Pia e Finale Marina per costituire l'odierno comune di Finale Ligure.
Ebbe il maggior sviluppo durante il Medioevo, quando era la capitale del Marchesato di Finale, governato dai marchesi Del Carretto e sotto la Spagna (XVII secolo).

## Storia

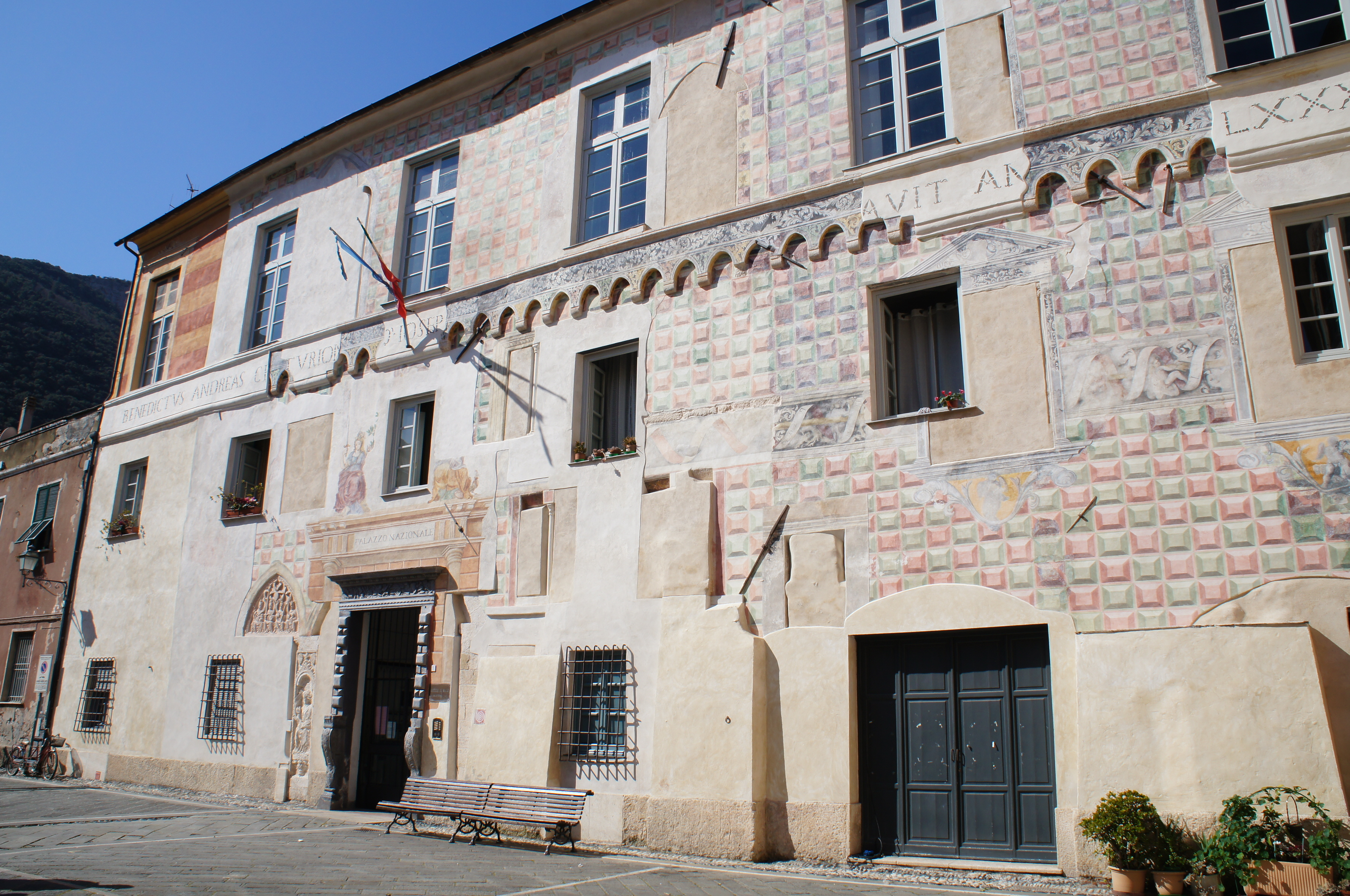
Il palazzo del Tribunale

L'abitato venne sviluppato nell'entroterra finalese, non direttamente sul mare per essere più protetto contro i possibili sbarchi saraceni sulla costa, in un luogo facilmente difendibile: la confluenza del torrente Aquila con il torrente Pora, i cui alvei costituiscono un unico fossato naturale, in seguito rinforzato dalla cinta muraria cittadina, che difendeva l'abitato sui lati est-sud-ovest, mentre il lato settentrionale del paese era naturalmente protetto dallo sperone del colle del Becchignolo, che nei secoli venne fortificato con la costruzione di castel Gavone sulla cima e da una torre di raccordo a mezza costa inglobata successivamente nella fortezza di castel San Giovanni.
Fra il 1142 e il 1148 il marchese Enrico I Del Carretto detto il Guercio ereditò dal padre, Bonifacio del Vasto, il territorio della marca di Savona, di cui ottenne l'investitura da Federico Barbarossa il 10 giugno 1162. Mentre i comuni di Savona e Noli si rendevano indipendenti, i domini di Enrico furono suddivisi fra i suoi due figli.
Verso la fine del XII secolo Enrico II Del Carretto cominciò a utilizzare il titolo di marchese del Finale e cinse di mura il nucleo urbano, dando origine al "burgus Finarii", l'odierna Finalborgo. La famiglia Del Carretto governerà il Marchesato di Finale fino al 1602. Il paese passò poi sotto il dominio asburgico fino al 1713. In questo periodo il marchesato del Finale è uno scalo indispensabile per trasferire nei domini milanesi le truppe spagnole senza dover chiedere il permesso di Genova e per portare merci senza pagare gabelle. Finale ha quindi un grande sviluppo economico e artistico.
Con l'estinzione degli Asburgo-Spagna il marchesato di Finale venne ceduto ai genovesi, e Finalborgo perse di importanza. La Repubblica di Genova tenne in feudo il marchesato di Finale con alterne fortune fino al 1797 quando venne cancellata la legislazione feudale e fu istituita la Repubblica Ligure. Finale, quindi, fu inglobata prima nella Repubblica Ligure e poi nel Primo Impero francese napoleonico, sotto il quale i rioni di Borgo, Pia e Marina furono temporaneamente riuniti in un'unica amministrazione e inseriti nel neo-costituito Dipartimento di Montenotte.
Dopo la Restaurazione la repubblica ligure passò sotto il Regno di Sardegna nel 1814 e quindi dopo l'Unità d'Italia nel Regno d'Italia dal 1861. Nel 1877 il soppresso comune di Perti viene aggregato al comune di Finalborgo. Finalborgo rimase comune autonomo sino al 1927, quando i tre comuni di Finalborgo, Finalmarina e Finalpia furono fusi per costituire il comune di Finale Ligure.

### Simboli
Finalborgo aveva un suo stemma:

## Monumenti e luoghi d'interesse

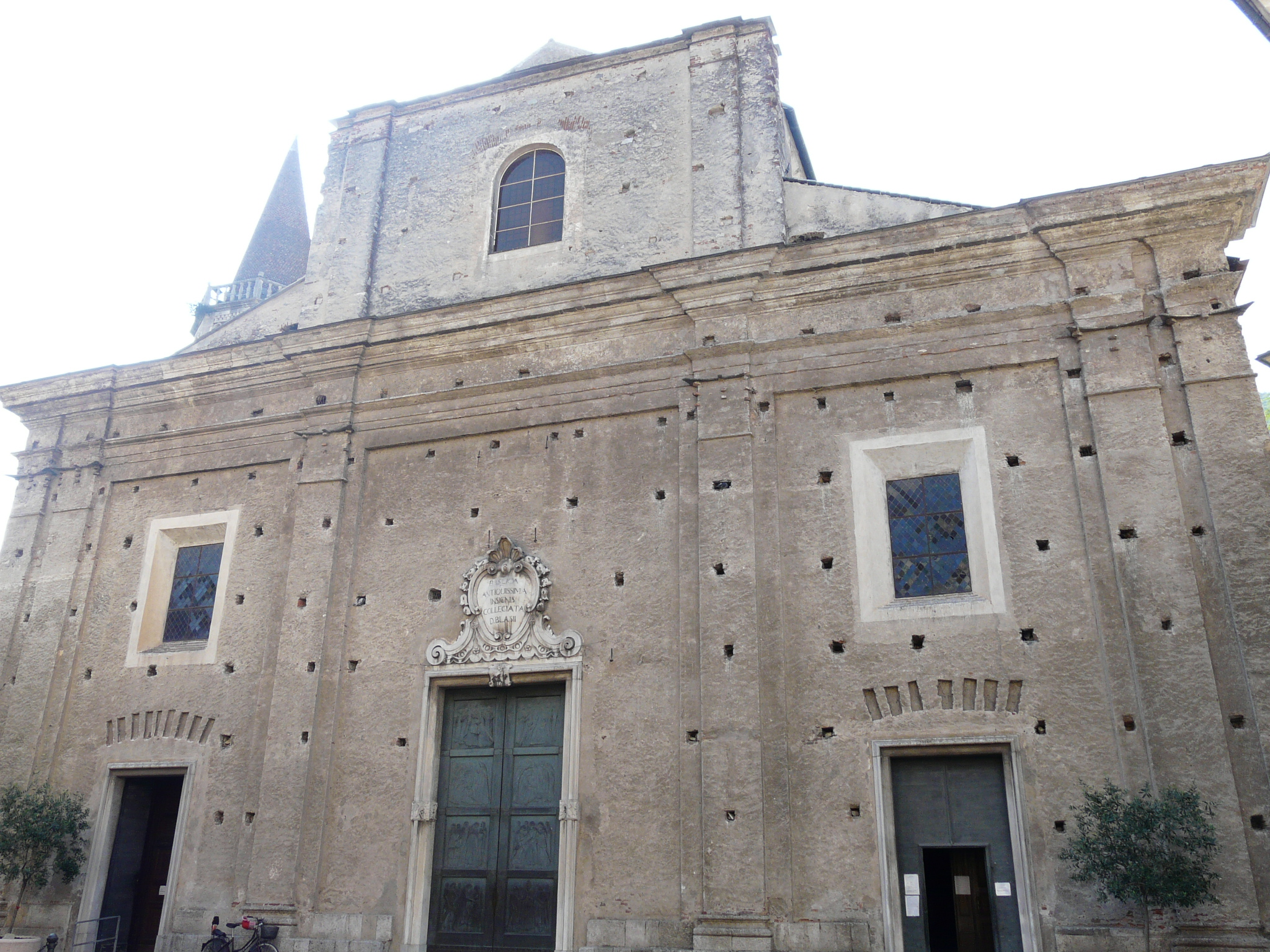
La basilica collegiata di San Biagio

### Architetture religiose
- Basilica collegiata di San Biagio. L'attuale edificio parrocchiale, il terzo, fu costruito nel XVII secolo su progetto dell'architetto finalese Andrea Storace. Contiene importanti sculture di Pasquale Bocciardo e del fratello Domenico, più interessanti opere pittoriche fra cui il martirio di Santa Caterina di Oddone Pascale e la "Madonna delle rose" di Vincenzo Tamagni. Vi è custodito, inoltre, il mausoleo dell'ultimo discendente della famiglia carrettesca Giovanni Andrea Sforza Del Carretto.
- Complesso conventuale di Santa Caterina. Fondato nel 1359 e completato successivamente con l'aggiunta di due bei chiostri rinascimentali è oggi sede del museo civico. Nell'adiacente Chiesa conventuale, ora trasformata in auditorium, sono presenti affreschi del XV secolo.
- Chiesa di San Giuseppe Calasanzio: chiesa fuori dalle mura del borgo, ma sita nella frazione.

### Architetture civili
- Palazzo del Tribunale: già sede del governo carrettesco e anche successivamente centro giudiziario e amministrativo del Marchesato di Finale. Esistente almeno dai primi anni del XIV secolo, fu ristrutturato dal marchese Giovanni I Del Carretto nel 1462 che affidò il progetto di recupero della struttura a Giorgio Molinari; quest'ultimo ne modificò sia gli interni che gli esterni con la costruzione di una nuova scala e dall'apertura di bifore intramezzate. Il palazzo fu ancora rivisitato negli spazi interni nel 1781 con l'interessamento del governatore Giovanni Benedetto Centurione della Repubblica di Genova. La facciata è di grande interesse per la presenza sia di tipiche decorazioni pittoriche del Quattrocento sia di tracce di tutti gli interventi successivi.
- Palazzo Ricci: edificio rinascimentale che sarebbe stato il palazzo del potente cardinale Carlo Domenico Del Carretto. Nel 1528 fu acquisito e ristrutturato dalla nobile famiglia Ricci. Successivamente fu sede del comune di Finalborgo.
- Palazzo Cavasola, antico palazzo carrettesco (la "casa della Camera"), alla fine del XVI secolo fu donato ad Erasmo Cavasola dal marchese Alessandro Del Carretto. Notevolmente ristrutturato nel XVIII secolo, ha una facciata con decorazioni rococò e un maestoso portale in ardesia.
- Palazzo Brunenghi, edificio medievale nel cui portico era collocata la gogna.

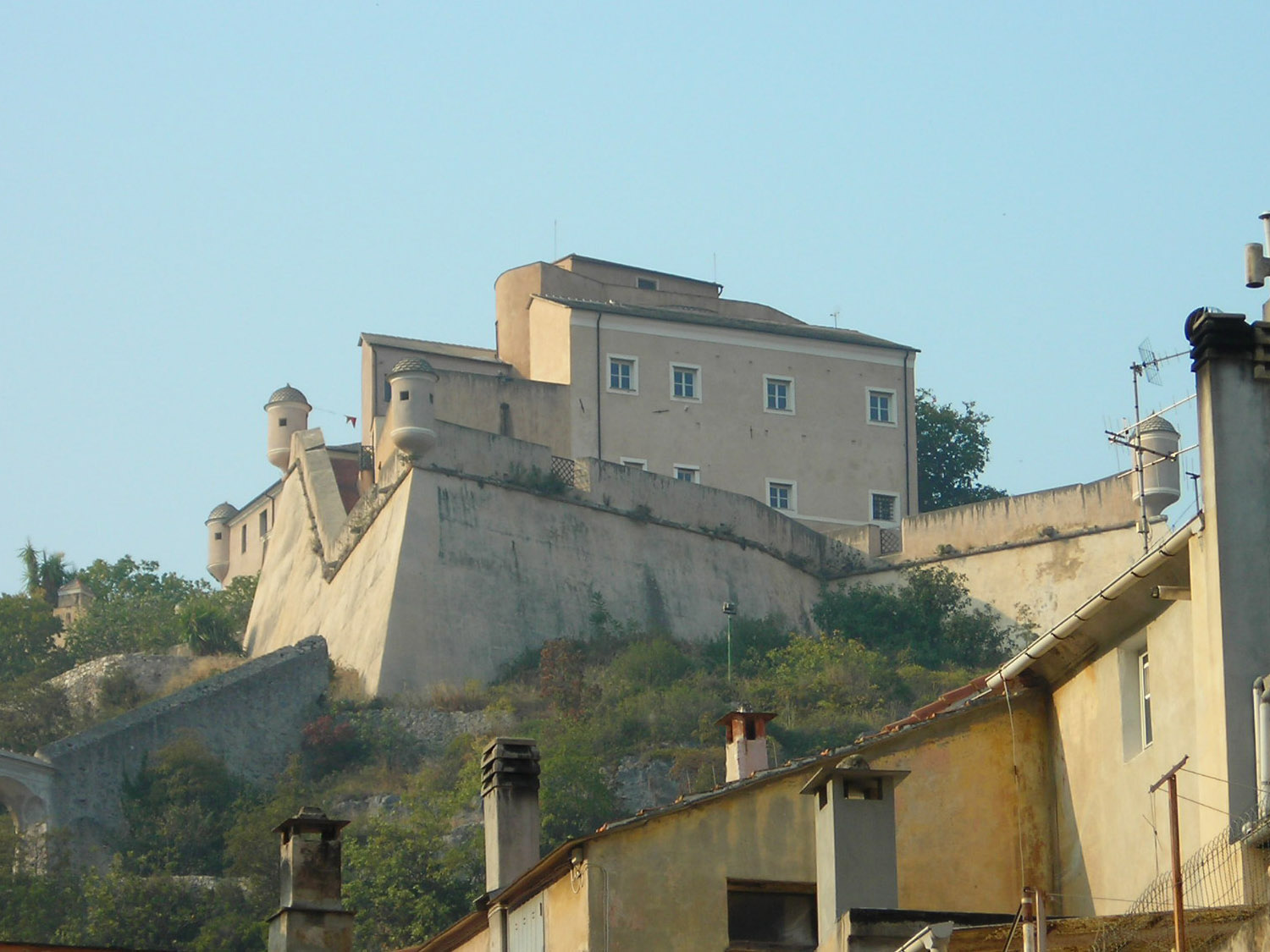
La fortezza di Castel San Giovanni

- Teatro Aycardi: fu inaugurato nel 1804 ed è il teatro ottocentesco più antico del ponente ligure. Venne ricavato dal preesistente oratorio dei Padri delle Scuole Pie su progetto di Nicolò Barella e aveva una capienza di 250 persone distribuiti in ventiquattro palchi e una piccola platea. Per la rappresentazione all'Aycardi fu appositamente scritta nel 1845 l'opera L'Empirico ed il Masnadiero da artisti liguri della locale Accademia Filarmonica. Nel 2024 la struttura è riaperta al pubblico, dopo recenti lavori conservativi delle coperture e della facciata.

### Architetture militari
- Castel San Giovanni. Tipica fortezza spagnola, costruita nel 1640-1645, domina tuttora Finalborgo.
- In via Brunenghi nella località Altino, dove passava l'antico confine fra il Borgo e la Marina di Finale e si trovava il cambio dei cavalli, c'è un piccolo edificio militare seicentesco.

## Cultura

### Istruzione
Musica
- Sede della "Società Filarmonica di Finalborgo" convenzionalmente fondata nel 1826

#### Biblioteche
- Biblioteca mediateca Finalese presso il complesso conventuale di Santa Caterina di Finalborgo.

#### Musei
- Museo archeologico del Finale[5]. Aperto nel 1931 nel restaurato complesso conventuale di Santa Caterina, a Finalborgo, conserva importanti reperti archeologici preistorici che documentano oltre 350.000 anni di presenza umana in questo territorio del Finale.

## Economia

### Turismo
Il borgo è associato a I borghi più belli d'Italia.

### Eventi
- La Notte dei Tarocchi (12 e 13 agosto), due serate dedicate a tarologia, pratiche esoteriche, messaggi per l'anima; dal 2018 si svolge ogni anno tra le antiche vie.

## Galleria d'immagini

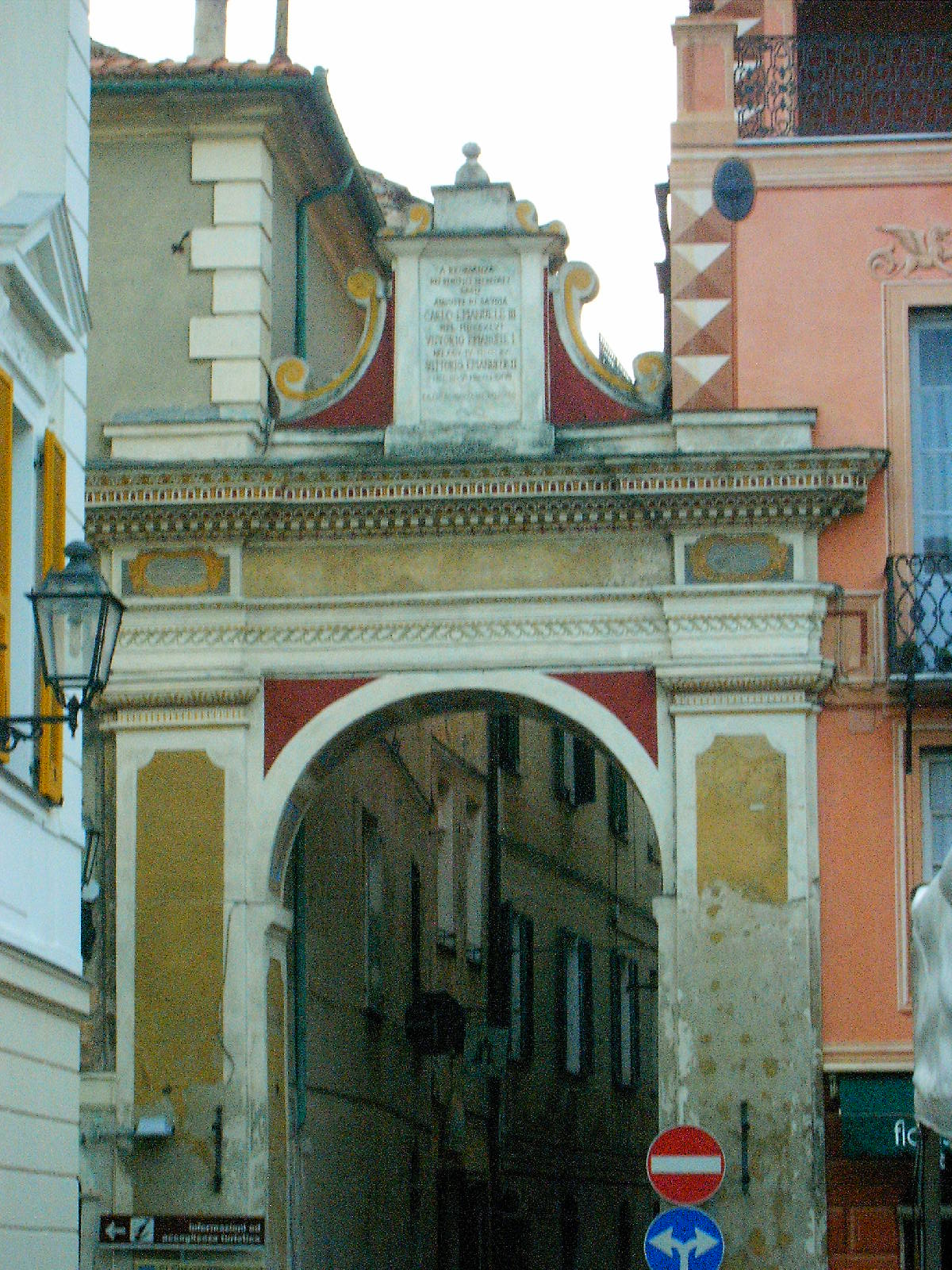
L'arco commemorativo in piazza Garibaldi, un tempo "piazza delle erbe"
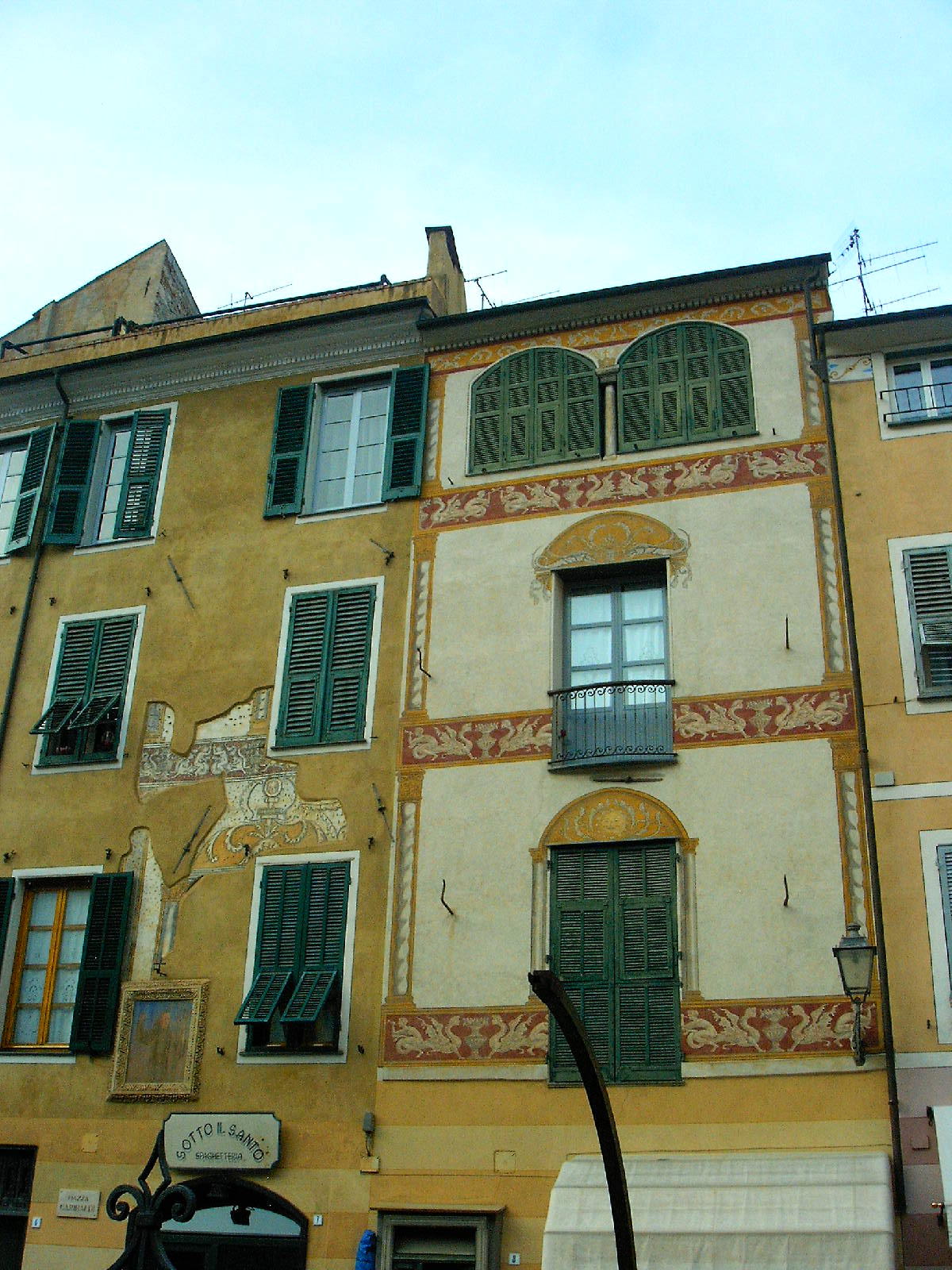
Palazzi in piazza Garibaldi
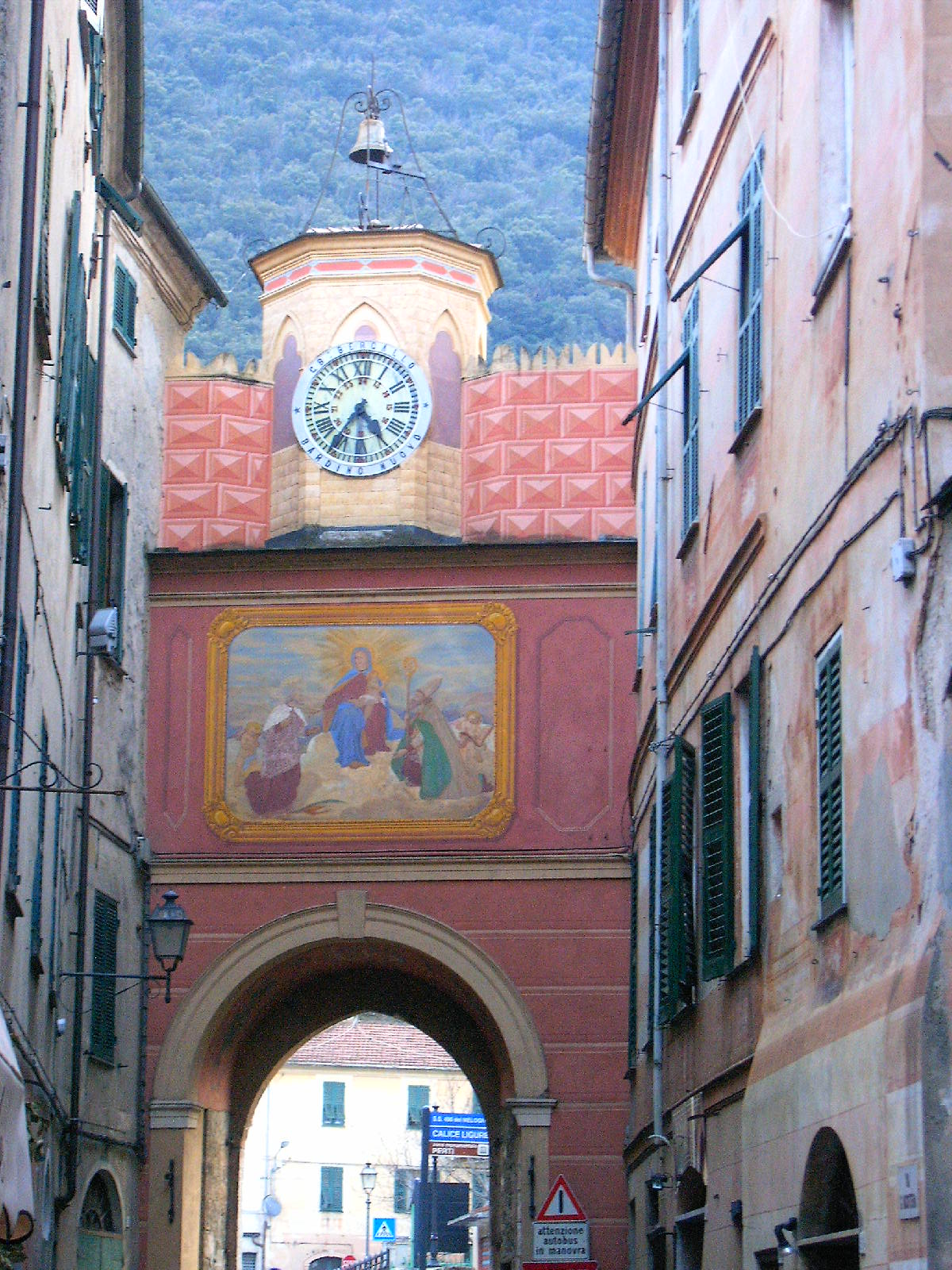
La porta in via Nicotera
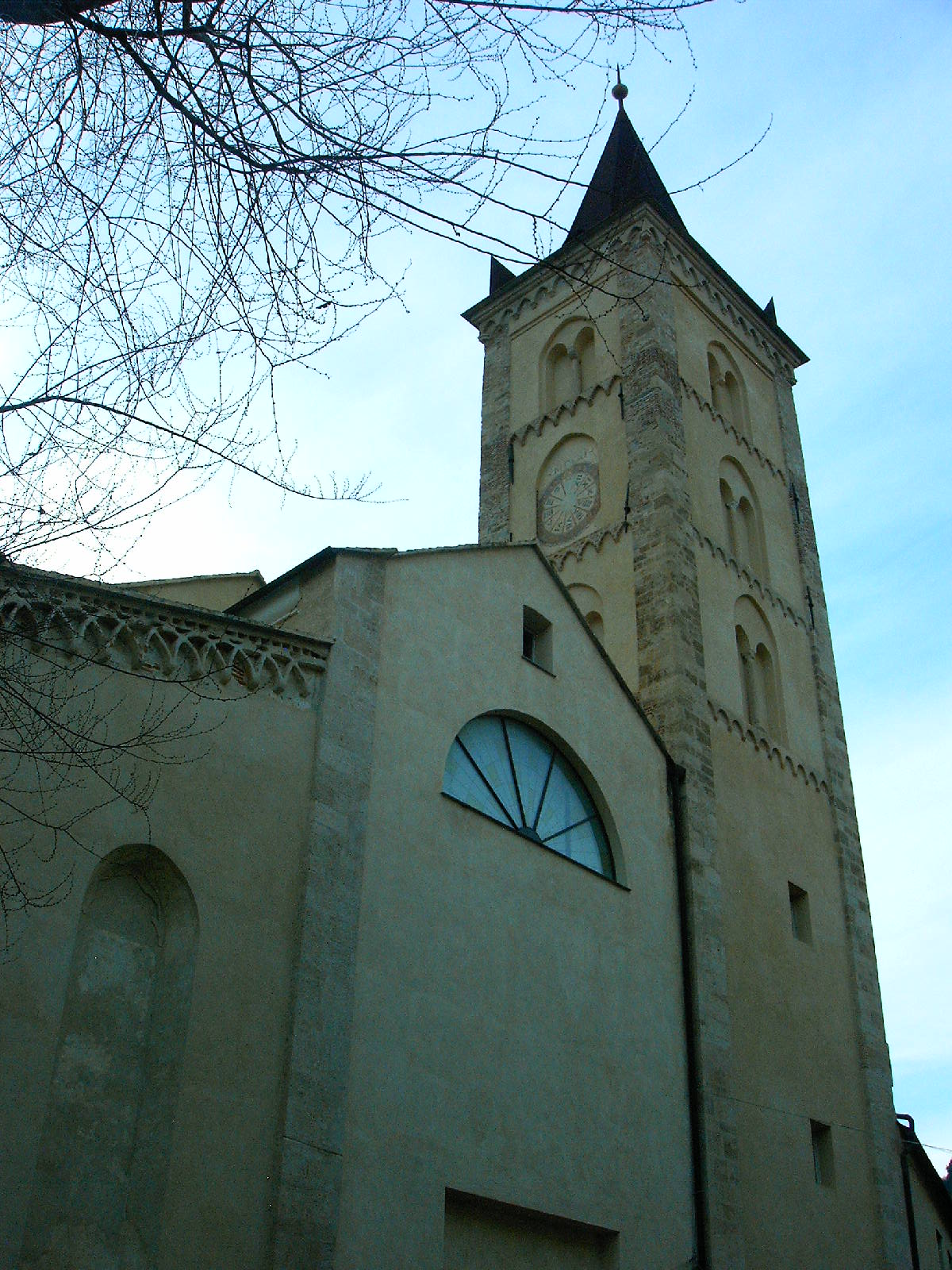
L'ex complesso conventuale di Santa Caterina